# Juan Balcells
Juan-Manuel Balcells Fornaguera (* 20. Juni 1975 in Barcelona) ist ein ehemaliger spanischer Tennisspieler.

## Leben
Balcells wurde 1996 Tennisprofi und erreichte gleich beim ersten ATP-Challenger-Turnier seiner Karriere das Viertelfinale. Im darauf folgenden Jahr stand er im Doppel-Finale des Challenger-Turniers von Bratislava. 1998 spielte er das erste Mal auf der ATP World Tour und erreichte das Viertelfinale des Turniers in Bogotá. Neben zwei Challengertiteln im Doppel erreichte er an der Seite von Alberto Berasategui das Halbfinale des Turniers in Gstaad.
Im Jahr 2000 erreichte er als Qualifikant das Halbfinale von Auckland, in dem er Michael Chang unterlag. Im selben Jahr konnte er seinen einzigen Einzeltitel auf der ATP World Tour erringen; beim Turnier in Bukarest gewann er gegen Markus Hantschk. Seine höchste Notierung in der Tennis-Weltrangliste erreichte er 2001 mit Position 57 im Einzel und Position 65 im Doppel.
Sein bestes Einzelergebnis bei Grand-Slam-Turnieren war das Erreichen der zweiten Runde der French Open 2000 und 2001. Im Doppel stand er 2001 im Viertelfinale von Wimbledon.
Balcells spielte zwischen 1999 und 2002 drei Einzel- und neun Doppelpartien für die spanische Davis-Cup-Mannschaft und gewann mit dieser den Davis-Cup-Titel im Jahr 2000. Er trat von der ersten Runde bis ins Finale an der Seite von Àlex Corretja im Doppel an. Sie konnten bis auf die Viertelfinalbegegnung gegen Jewgeni Kafelnikow und Marat Safin alle ihr Doppelpartien gewinnen. Zudem gewann er beim 5-0 Halbfinalsieg gegen die Vereinigten Staaten im letzten, bedeutungslosen Einzel gegen Jan-Michael Gambill.

## Erfolge
| Legende                       |
| Grand Slam                    |
| Tennis Masters Cup            |
| ATP Masters Series            |
| ATP International Series Gold |
| ATP International Series (1)  |

### Einzel
| Nr. | Datum              | Turnier  | Belag | Finalgegner     | Ergebnis       |
| --- | ------------------ | -------- | ----- | --------------- | -------------- |
| 1.  | 18. September 2000 | Bukarest | Sand  | Markus Hantschk | 6:4, 4:6, 7:61 |